# Captain Video: Master of the Stratosphere
Captain Video: Master of the Stratosphere ist ein 15-teiliges US-amerikanisches Science-Fiction-Serial von 1951. Es nimmt in der internationalen Filmgeschichte eine Sonderstellung ein, da es als einziges Serial nach der Vorlage einer Fernsehserie entstand, Captain Video and His Video Rangers. Obwohl ein Schwarzweißfilm, wurden einzelne Sequenzen in Cinecolor rot und grün eingefärbt, um optisch die Fremdartigkeit der fiktiven Planeten Atoma und Theros zu suggerieren.

## Handlung
Das Intro jeder Episode ist identisch mit dem der Fernsehserie:
Fighting for law and order, Captain Video operates from a mountain retreat, with secret agents at all points of the globe! Possessing scientific secrets and secret weapons, Captain Video asks no quarter, and gives none to the forces of evil.
Vultura, „the Red Dictator of Atoma“ (Davis, S. 230) will zusammen mit dem irdischen Verräter Dr. Tobor das Universum erobern. Auf dem Weg zur universalen Herrschaft und der Eroberung der Erde sollen jedoch vorher die friedlichen Bewohner des Planeten Theros versklavt werden, was als Befreiungskampf deklariert wird. Captain Video, der Video Rangers und Ranger Rogers unterstützten auf Theros eine Guerillabewegung, die Widerstand gegen die atomaren „Befreier“ leistet. Schließlich kommt Vultura bei Explosion einer Maschine ums Leben. Die Theroser sind frei und die Erde einschließlich des restlichen Universums gerettet.

## Produktionsnotizen
Mit dem Serial wollte Columbia an den Publikumserfolg der Fernsehserie anknüpfen, obwohl das Format des Serials bereits, gerade bedingt durch die Konkurrenz des Fernsehens, veraltet war. Allerdings konnten im Film weitaus bessere Tricktechniken realisiert werden als in der live gesendeten Fernsehserie. Zusätzlich kam auch, ungewöhnlich für ein Serial, Zeichentrick zum Einsatz, so für Flugszenen von Raumschiffen.
Wie in der Fernsehserie, hat der jugendliche Video Ranger als Sidekick des Helden keinen Eigennamen. Die Schauspieler der parallel weiter produzierten Fernsehserie und des Serials sind nicht identisch. Für das Serial reaktivierte Columbia vier Roboter aus dem Serial The Phantom Empire von 1935, die schon seinerzeit unfreiwillig komisch wirkten. Die Kostüme weisen keine sonderlich futuristische Note auf: Die Bewohner Atomas sind wie Wikinger, die Theroser wie Araber gekleidet.

## Kritik
Palpably silly, innocent and earnest, it is by far the best of Columbia´s three science-fiction serials … But one thing about “Captain Video” is that it often looks and sounds like a vintage Republic serial. The sci-fi elements interspersed with the cheap thugs und vintage cars could almost make the viewer forget this is a Columbia/Katzman product …
Davis, Classic Cliffhangers, Vol. 2, S. 234.

## Kapitel
1. Journey into Space
2. Menace of Atoma
3. Captain Video’s Peril
4. Entombed in Ice
5. Flames of Atoma
6. Astray in the Stratosphere
7. Blasted by the Atomic Eye
8. Invisible Menace
9. Video Springs a Trap
10. Menace of the Mystery Metal
11. Weapon of Destruction
12. Robot Rocket
13. Mystery of Station X
14. Vengeance of Vultura
15. Video vs. Vultura

## Überlieferung
- Das Serial wurde 2005 auf DVD ediert einschließlich der in Cinecolor eingefärbten Sequenzen.